# Angora (race caprine)
Pour les articles homonymes, voir Angora (homonymie).
La chèvre angora aussi appelée chèvre du Tibet est une race caprine originaire du Cachemire et du Tibet, introduite par la suite en Turquie, en Asie Mineure. C'est une chèvre de petite taille (35 à 50 kg), très rustique, bien adaptée aux régions arides. La robe est entièrement blanche aux mèches longues, soyeuses et lustrées. Les poils poussent d'environ 2,5 cm par mois. Ils servent pour la confection de la laine mohair. Sur le plan mondial, les principales régions d'élevage des chèvres angora se situent en Turquie, en Afrique du Sud, en Argentine et en Australie.

## Origine
La race angora est une race très ancienne, dont les premiers témoignages datent de 2000 ans av. J.-C. au Tibet. Vers le XIe siècle, cette race arrive en Turquie, dans la région d'Angora, devenue depuis Ankara, qui lui a par la suite donnée son nom. Les poils qu'elle produit permettent de fabriquer des tissus dont la réputation s'accroît petit à petit, et atteint l'Europe vers le XVIe siècle. Les Européens importent alors des fils et des vêtements turcs, mais ce n'est qu'à partir du XIXe siècle qu'ils importent finalement la chèvre elle-même, et commencent à se lancer dans l'industrie du mohair, florissante en Angleterre et en France. Aujourd'hui, les chèvres qui constituent le troupeau français ont été importées dans les années 1980 en provenance du Canada, du Texas, de l'Afrique du Sud, de l'Australie et de la Nouvelle-Zélande. Un programme de sélection s'est ensuite mis en place, pour améliorer la qualité de la fibre.

## Description

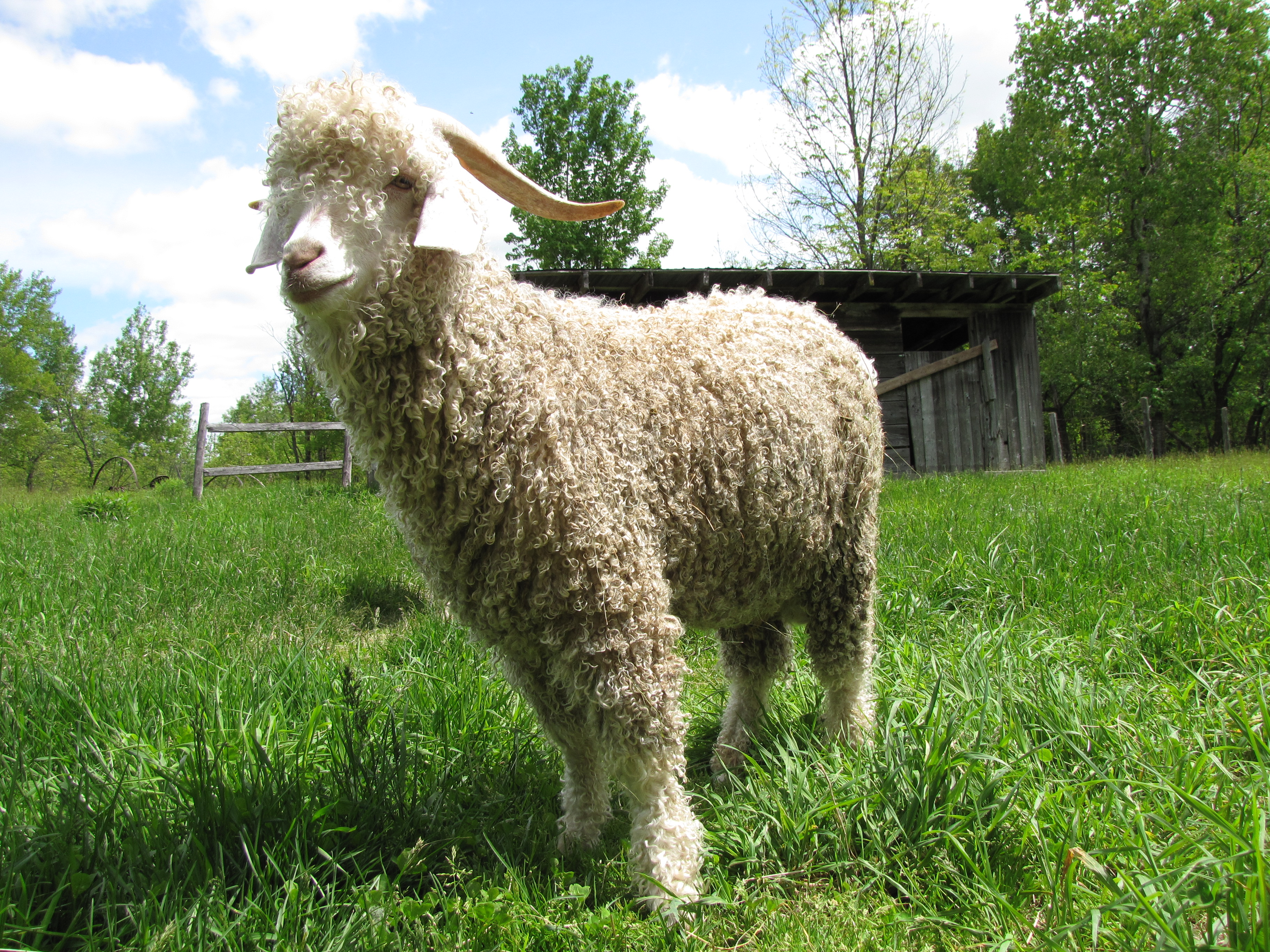
Chèvre angora.

L'angora est une race de petite taille. Les mâles pèsent entre 40 et 60 kg et les femelles entre 30 et 40 kg. Elle se caractérise principalement par sa toison de poils mohair. Ceux-ci poussent à la vitesse d'environ 2,5 cm par mois, et on obtient donc au bout de six mois une toison avec des poils de 13 à 14 cm et pesant entre 2 et 2,6 kg. Les poils ont une finesse variant entre 26 et 30 microns. Les mâles portent des cornes qui se recourbent en spirale extérieure.
C'est une chèvre assez calme et docile, facile à élever. Leur espérance de vie atteint une dizaine d'années.

## Aptitudes
La chèvre angora est élevée pour la fibre mohair qu'elle produit en quantité. Le mohair est une fibre naturelle de très bonne qualité, qui permet de confectionner, seule ou mêlée à d'autres fibres, des vêtements de luxe, lainages, draperies. Le rendement de son poil au lavage est de 87 % pour les chevreaux, 78 % pour les boucs et 82 % pour les chèvres.

## Élevage
Les élevages de chèvres angora sont généralement de petite taille et ne dépassent pas 100 têtes. On récolte la laine par tonte deux fois par an, et chaque chèvre produit en moyenne 5 kg de fibre par an. En France, les produits du mohair peuvent être commercialisés en vente directe à la ferme, et cette filière dispose d'une marque de reconnaissance : « Le mohair des fermes de France ». Cette marque adoptée par 80 éleveurs devant respecter une charte précise assure aux consommateurs la qualité de ses produits.

## Sélection

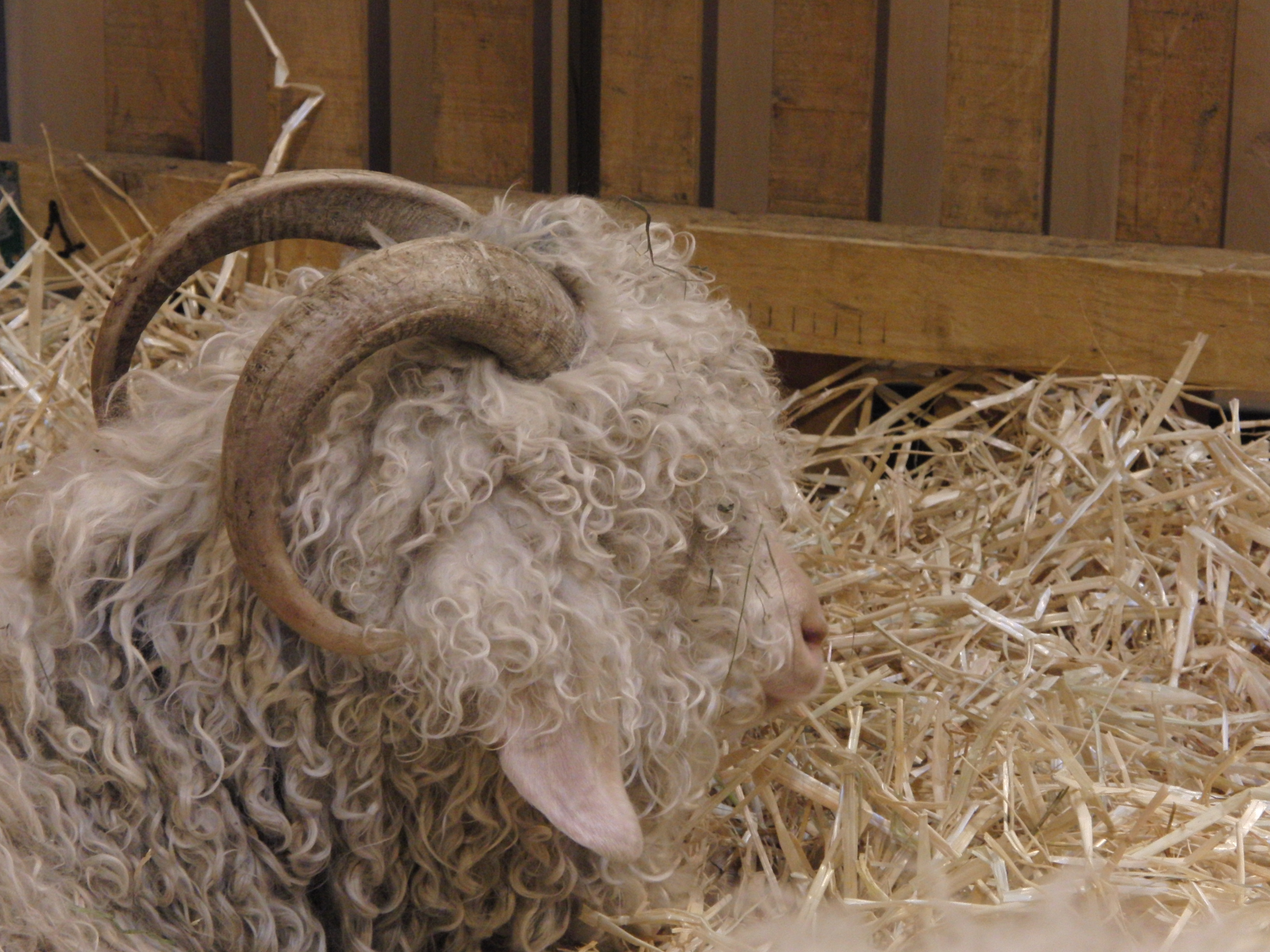
Tête d'une chèvre angora.

C'est Capgene France qui gère le schéma de sélection de la race. La base de sélection de la race est formée en France de 3 500 chèvres réparties dans 35 exploitations. Chaque année, on contrôle les performances de 500 animaux issus de ces élevages. Les caractères que l'on cherche particulièrement à améliorer sont le poids de la toison, la longueur et la forme de mèche, le taux de jarre, la couverture de l'animal, ainsi que le rendement lavé à fond et la finesse de la fibre qui sont mesurés en laboratoire. Les résultats de ces mesures permettent d'attribuer des index à ses animaux, et aident les éleveurs à bien choisir les animaux qu'ils garderont pour la reproduction.

## Diffusion
Race importée, la chèvre angora est présente sur un peu tout le territoire français, avec peut-être une légère prédominance dans le sud du pays. C'est une race que l'on trouve partout dans le monde, les principales régions d'élevage se situant en Turquie, en Afrique du Sud, en Argentine et en Australie.